# Yoshito Watabe
Yoshito Watabe (Japans: 渡部 善斗, Watabe Yoshito) (Hakuba, 4 oktober 1991) is een Japanse noordse combinatieskiër. Hij vertegenwoordigde zijn vaderland op de Olympische Winterspelen 2014 in Sotsji en op de Olympische Winterspelen 2018 in Pyeongchang. Watabe heeft een broer, Akito, die eveneens actief is als noordse combinatieskiër.

## Carrière
Watabe maakte zijn wereldbekerdebuut in januari 2009 in Val di Fiemme. In december 2010 scoorde de Japanner in Lillehammer zijn eerste wereldbekerpunt. In december 2011 behaalde hij in Ramsau zijn eerste toptienklassering in een wereldbekerwedstrijd. Op de wereldkampioenschappen noordse combinatie 2013 in Val di Fiemme eindigde Watabe als twaalfde op de gundersen grote schans en als zestiende op de gundersen normale schans. In de landenwedstrijd eindigde hij samen met Taihei Kato, Akito Watabe en Yusuke Minato op de vierde plaats. In maart 2013 stond de Japanner in Oslo voor de eerste maal in zijn carrière op het podium van een wereldbekerwedstrijd. Tijdens de Olympische Winterspelen van 2014 in Sotsji eindigde hij als vijftiende op de gundersen grote schans en als 35e op de gundersen normale schans. Samen met Hideaki Nagai, Yusuke Minato en Akito Watabe eindigde hij als vijfde in de landenwedstrijd.
In Falun nam Watabe deel aan de wereldkampioenschappen noordse combinatie 2015. Op dit toernooi eindigde hij als zevende op de gundersen normale schans en als achttiende op de gundersen grote schans. In de landenwedstrijd eindigde hij samen met Taihei Kato, Hideaki Nagai en Akito Watabe op de zesde plaats, samen met Akito Watabe eindigde hij als zesde op het onderdeel teamsprint. Op de wereldkampioenschappen noordse combinatie 2017 in Lahti eindigde de Japanner als vijftiende op de gundersen grote schans en als 44e op de gundersen normale schans. Op het onderdeel teamsprint veroverde hij samen met Akito Watabe de bronzen medaille, samen met Hideaki Nagai, Takehiro Watanabe en Akito Watabe eindigde hij als vierde in de landenwedstrijd. Tijdens de Olympische Winterspelen van 2018 in Pyeongchang eindigde hij als twaalfde op de gundersen normale schans en als twintigste op de gundersen grote schans. In de landenwedstrijd eindigde hij samen met Hideaki Nagai, Go Yamamoto en Akito Watabe op de vierde plaats.
In Seefeld nam Watabe deel aan de wereldkampioenschappen noordse combinatie 2019. Op dit toernooi eindigde hij als zestiende op de gundersen grote schans en als negentiende op de gundersen normale schans. Samen met Akito Watabe eindigde hij als vierde op de teamsprint, in de landenwedstrijd eindigde hij samen met Go Yamamoto, Hideaki Nagai en Akito Watabe op de vierde plaats.

## Resultaten

### Olympische Spelen
| Jaar | Plaats      | Resultaten                                |
| ---- | ----------- | ----------------------------------------- |
| 2014 | Sotsji      | 35e Gundersen NH 15e Gundersen LH 5e Team |
| 2018 | Pyeongchang | 12e Gundersen NH 20e Gundersen LH 4e Team |

### Wereldkampioenschappen
| Jaar | Plaats        | Resultaten                                                 |
| ---- | ------------- | ---------------------------------------------------------- |
| 2013 | Val di Fiemme | 16e Gundersen NH 12e Gundersen LH 4e Team                  |
| 2015 | Falun         | 7e Gundersen NH 18e Gundersen LH 6e Team 6e Teamsprint     |
| 2017 | Lahti         | 44e Gundersen NH · 15e Gundersen LH · 4e Team · Teamsprint |
| 2019 | Seefeld       | 19e Gundersen NH 16e Gundersen LH 4e Team 4e Teamsprint    |

### Wereldbeker
Eindklasseringen
| Seizoen   | Plaats |
| --------- | ------ |
| 2009/2010 | 63e    |
| 2010/2011 | 53e    |
| 2011/2012 | 31e    |
| 2012/2013 | 15e    |
| 2013/2014 | 32e    |
| 2014/2015 | 18e    |
| 2015/2016 | 28e    |
| 2016/2017 | 24e    |
| 2017/2018 | 21e    |
| 2018/2019 | 22e    |
| 2019/2020 | 29e    |